# Cap de Barbaria II

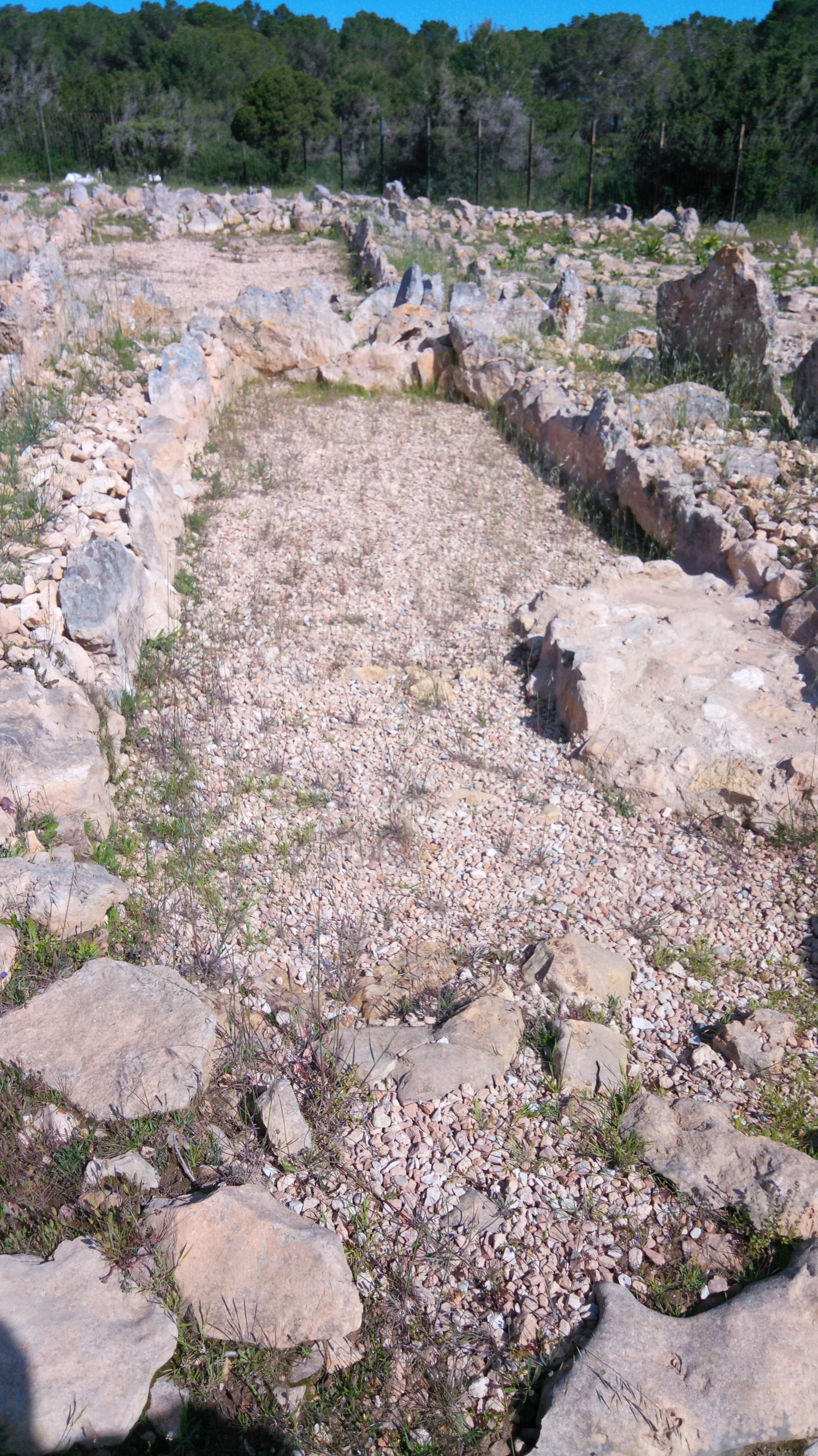
Cap de Barbaria II.

Cap de Barbaria es un promontorio situado en el extremo suroeste de la isla de Formentera, en las Islas Baleares, España. Su relieve es mayoritariamente llano y ligeramente ondulado, caracterizado por plataformas calcáreas y suelos de origen dunar. El entorno presenta un clima mediterráneo con una vegetación compuesta por matorrales xéricos y especies arbustivas como el lentisco (Pistacia lentiscus), la sabina (Juniperus phoenicea) y el romero (Rosmarinus officinalis), junto con una presencia dispersa de pino blanco (Pinus halepensis).

## Historia de las intervenciones
El yacimiento fue parcialmente excavado entre los años 1979 y 1987 por investigadores del Museo Arqueológico de Ibiza y Formentera. Se realizaron las primeras excavaciones en la zona noroeste del yacimiento, específicamente en los ámbitos 6 y 7. Estas zonas fueron parcialmente exploradas, y sentaron las bases para futuras expediciones.
A partir del 2012, a raíz del proyecto “Les comunitats prehistòriques de Formentera. Arqueologia, patrimoni i societat”  dirigido por Pau Sureda (Universidad Pompeu Fabra), Edgar Camarões (Instituto Catalán de Paleoecología Humana y Evolución Social), Maria Ana Cueto y Luis Teira (ambos del Instituto Catalán de Paleoecología Humana y Evolución Social - Universidad de Cantabria). Este año arrancó el proyecto con campañas anuales de excavación y consolidación, enfocado en entender la organización social, arquitectura y economía de las comunidades prehistóricas.
En 2015, entre el 9 y 20 de marzo se llevó a cabo la consolidación y restauración de las estructuras de los ámbitos 6 y 7 del yacimiento. Se trata de la zona noroeste del yacimiento, excavada durante la década de 1980. Esta nueva  actuación estuvo  realizada por un equipo conformado por Margalida Munar, Bernat Burganya, y Antoni Puig, La labor de este equipo fue de limpieza y refuerzo en las estructuras de las zonas 6 y 7 del yacimiento de Cap de Barbaria II. Las piedras que se habían movido se colocaron de nuevo en su sitio, se rellenaron los muros con piedras sobrantes de las excavaciones y se usó mortero de cal para reforzar las partes internas. También se niveló el suelo del interior. Todo esto costó 4.447 euros.
En 2016 se llevó a cabo un nuevo trabajo de consolidación y saneamiento, esta vez de las zonas 1 y 3 del yacimiento, realizado por el mismo equipo, realizando los mismos trabajos que se hicieron en las zonas 6 y 7 del noroeste.
En 2022 se realizó la última campaña de saneamiento y restauración del yacimiento, donde el principal logro fue que la labor de campo ya se había dado por finalizada, dando paso, finalmente a la última intervención, que se trata del proceso de  musealización del yacimiento.

## Arqueología
El área de Cap de Barbaria contiene yacimientos arqueológicos de la Edad del Bronce, entre los que destaca el poblado de Cap de Barbaria II. Estos asentamientos evidencian la presencia humana en Formentera y su interacción con el medio ambiente insular.

### Cronología
Las dataciones realizadas en el yacimiento han sido obtenidas mediante espectrometría de masas con acelerador en laboratorios especializados en Bruselas y Mannheim. Se han calibrado utilizando el software OxCal v.4.2 con las curvas IntCal13 y Marine 13, dependiendo del origen de las muestras. El análisis bayesiano de las dataciones radiocarbónicas indica que la ocupación del lugar se produjo entre aproximadamente 1650 y 900 a. C.

### Cronología relativa
En cuanto al análisis estratigráfico, en los años 80 de la centuria pasada se distinguieron 3 niveles sedimentarios:
1- Nivel 1: Se trata del mismo nivel de tierra orgánica, oscura, ya mencionado en otros niveles y mezclado con piedras del derrumbe de la elevación de los muros. Sus dimensiones se encuentran alrededor de los 10-20 cm de profundidad.
2- Nivel 2: Es un nivel más compacto, de color marrón más rojizo y mucho menos orgánico que el anterior. También contenía un número considerable de piedras de dimensiones variables. Posiblemente se trata del nivel de uso, dado que los muros de este ámbito se asientan sobre este nivel. Sus dimensiones son de unos 20-30 cm de profundidad.
3- Nivel 3: Es un nivel amarillento, que parece quedar por debajo de los muros de esta estructura y que nivela el terreno y refuerza el hogar. Tal vez corresponde a un nivel de pavimentación, cuyo material podría provenir de actividades preexistentes al naviforme. De este nivel proviene una datación que comentamos más abajo. Sus dimensiones, donde se encuentra, no superan los 15-20 cm de grosor.
En cuanto a la excavación de los niveles interiores, únicamente se han distinguido 3 niveles. 
El primero se trata del mismo nivel de tierra orgánica, oscura, ya comentado en otros ámbitos como “Nivel 1” y que aparece mezclado con piedras del derrumbe del alzado de las paredes. Sus dimensiones se encuentran alrededor de 15-20 cm de profundidad y prácticamente no aportó material arqueológico. 
El segundo es un nivel general de derrumbe, cuyas dimensiones eran mayores en la zona adosada al muro Oeste que en el resto de la estructura, oscilando entre los 15 y los 30 cm. Este nivel cubría parcialmente el muro de cierre absidal del naviforme, bastante dañado, ya que solo quedaría la última hilada, así como una estructura de planta semicircular, adosada al muro este de la estructura. 
El tercero consiste en un nivel de color rojizo con algunas tonalidades oscuras que en ocasiones corresponden a restos de carbones. Presenta unas dimensiones más o menos constantes de unos 15-20 cm y ha sido alterado por la acción de las raíces, las cuales han afectado a la preservación de los materiales y las estructuras.

## Descripción del Yacimiento
En Cap de Barbaria II se han documentado nueve estructuras habitacionales de planta circular, elíptica o en herradura. Estas construcciones se organizan en espacios diferenciados para actividades domésticas, trabajo y resguardo de animales. Los materiales encontrados, como cerámica hecha a mano y restos de conchas marinas, sugieren un sistema de subsistencia basado en la combinación de agricultura, ganadería y explotación de recursos marinos. Este asentamiento pertenece al periodo naviforme, caracterizado por edificaciones con planta en forma de nave y muros tripartitos.
Aparentemente no hay indicios que indiquen discontinuidad en la ocupación, pero según la arquitectura se ha distinguido entre una Fase 1 y Fase 2, particularmente en el Ámbito 9. Según Sureda en su tesis doctoral, las principales diferencias entre ambas fases se podrían aunar en la siguiente tabla:
| Elementos            | Fase 1                                          | Fase 2                                                          |
| Cronología           | Ocupación primigenia                            | Posterior ocupación                                             |
| Estructura interna   | Único espacio sin separación                    | Reestructuración con compartimentación interna                  |
| Técnica constructiva | Muros de línea doble con ortostatos verticales  | Piedras planas en colocación en seco. Muros de una o dos caras. |
| Materiales           | Losas, ortostatos, base con piedras irregulares | Losas y piedras planas                                          |

Se estima que hacia el s. X a.n.e el poblado fue abandonado, aparentemente de manera pacífica y ordenada. Debido al escaso conocimiento sobre el por qué, el doctor Surera ha propuesto una posible relación con la llegada de colonias fenicias, entre otras de las dinámicas sociales que vivieron en esa época en concreto en la región de las Baleares, pero en general el Mediterráneo Occidental.

## Cultura material
La cerámica presenta formas simples y escasa decoración, como una cacerola encontrada cuyo cordón tenía impresiones digitales. 
Estudios arqueométricos han realizado un análisis petrográfico de 51 fragmentos de cerámica, que junto a un análisis mineralógico con difracción de rayos ha revelado una tradición tecnológica muy definida con respecto al modo en que construían vasijas. Se han identificado tres tipo de pastas diferentes: una rica en cuarzo, en un 94% de las muestras, otra muy pobre en cuarzo y una última materia prima calcárea con peloides. Luego, los alfareros del yacimiento producirían una cerámica siguiendo recetas de pasta estables y que compartirían entre ellos.

## Industria Lítica y Metalurgia
Se han hallado numerosos restos  líticos y óseos. La industria lítica incluye molinos hechos con grandes cantos rodados, así como herramientas como percutores, picadores y pulidores. También se ha encontrado una pieza parcial de un "brazalete de arquero" con perforaciones decorativas.
Se han encontrado, principalmente fuera del poblado, diferentes objetos de estados distintos para la elaboración de herramientas, hechos principalmente de una calcárea local y de un sílex extranjero. Entre estos se han hallado elementos de percusión, núcleos de calcáreas y de sílex, láminas usadas como dientes de haz con lustro y micropulido causado por la siega de plantas no leñosas que podrían ser cereales.
Las evidencias metalúrgicas indican la fundición de bronce, lo que representa la documentación más antigua de metalurgia en las Pitiusas. La ausencia de yacimientos metálicos en la zona sugiere la existencia de redes de intercambio con otras regiones.

## Paleoecología

### Paleoambiente y Vegetación

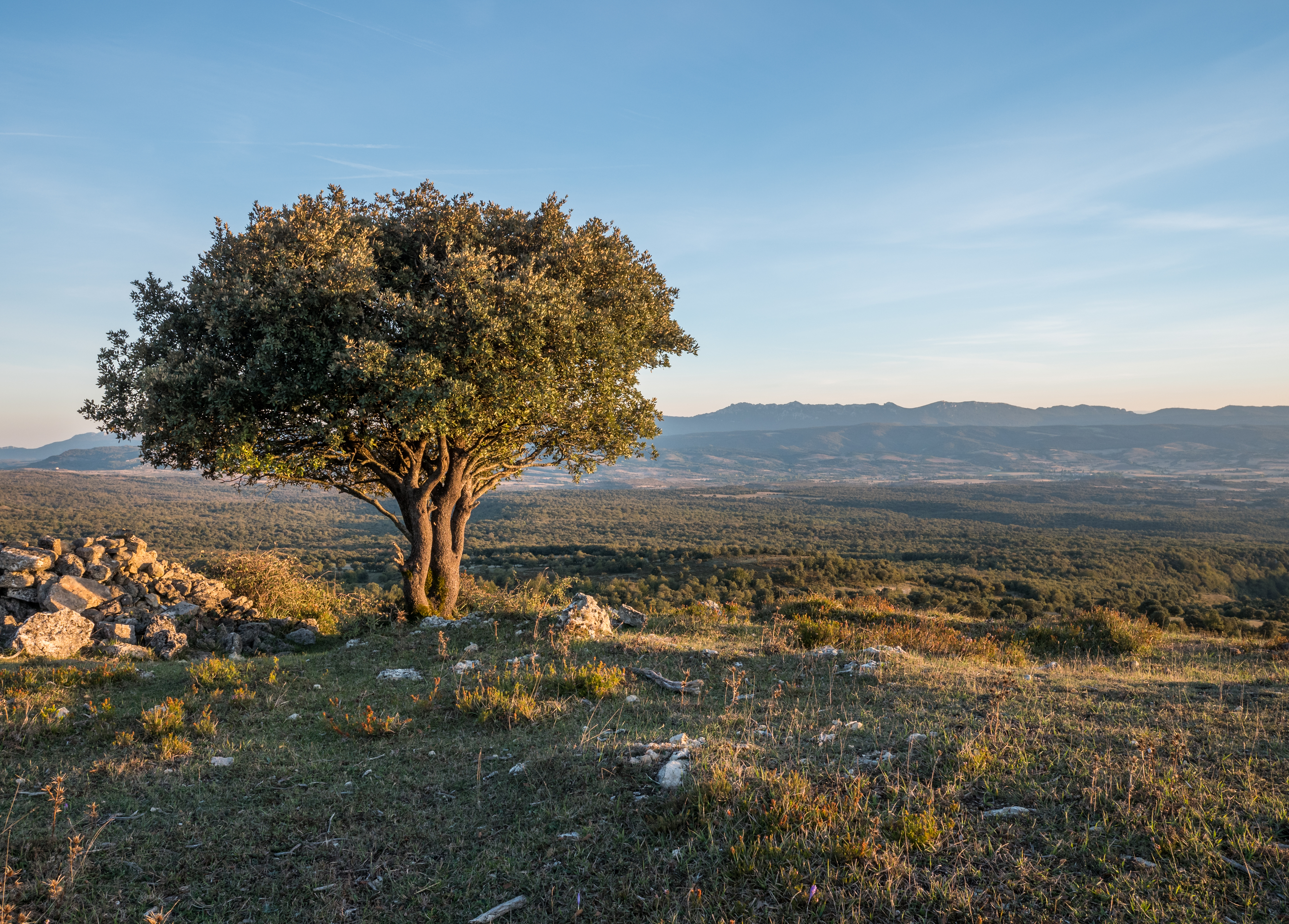
Ejemplo de encina

Los estudios paleoambientales han permitido reconstruir el paisaje vegetal de la época, caracterizado por la presencia de encinas (Quercus ilex), pinos (Pinus halepensis) y matorrales esclerófilos. Se ha documentado un proceso de deforestación asociado a la actividad humana, vinculado a la obtención de leña y la expansión agrícola.

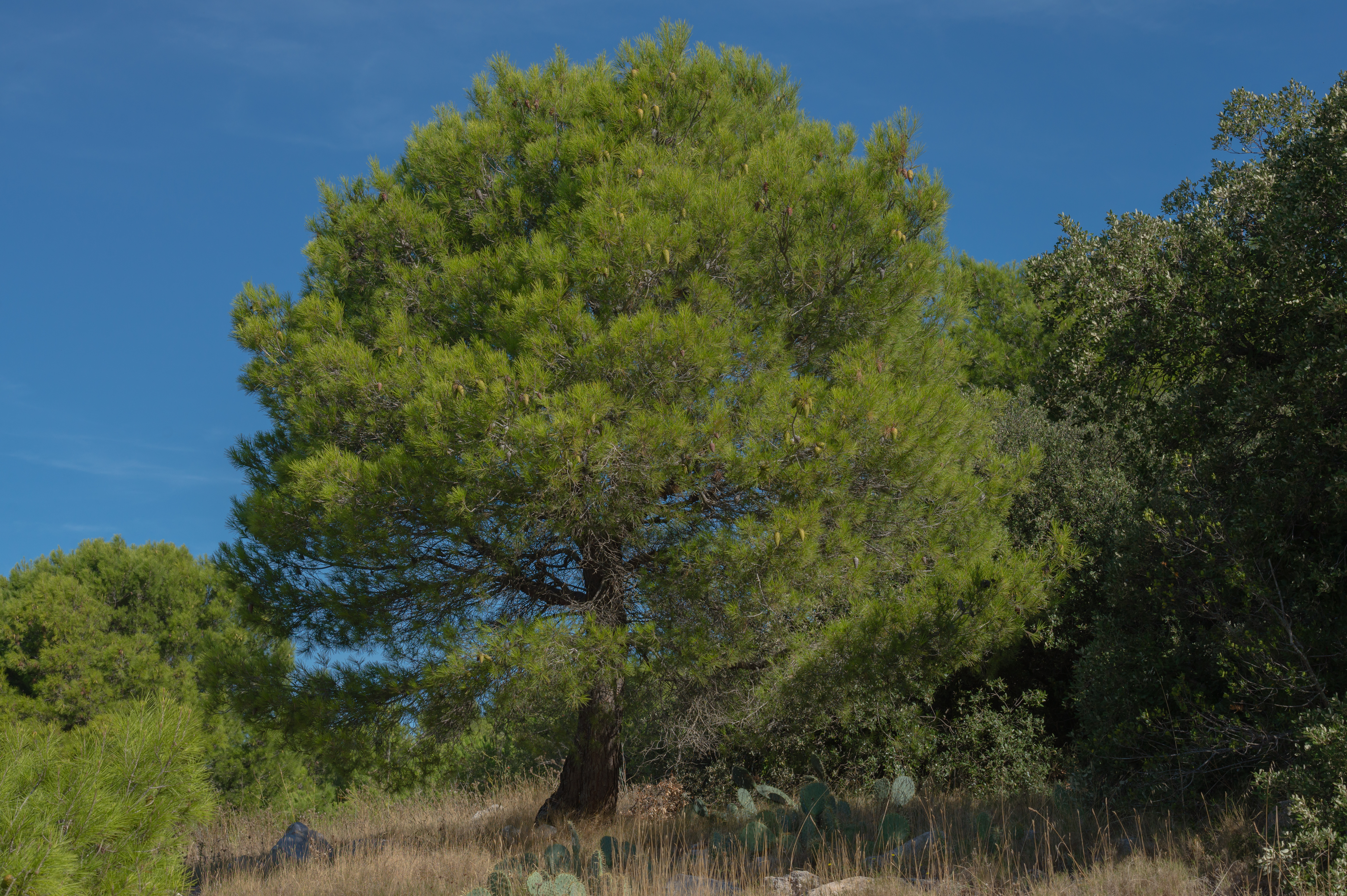
Ejemplo de Pinus Halepensis

### Fauna y Subsistencia
El análisis de restos faunísticos indica que la economía del asentamiento se basaba en la ganadería, la caza y la recolección. Se han identificado restos de ovejas (Ovis aries), cabras (Capra hircus) y cerdos (Sus scrofa domestica), así como conejos (Oryctolagus cuniculus). La presencia de moluscos y peces sugiere la explotación de recursos marinos.

## Impacto Humano y Cambios Ecológicos
Los estudios arqueobiológicos han evidenciado procesos de antropización del entorno, con la introducción de especies domésticas y la transformación del paisaje insular. Estos cambios reflejan la adaptación de las comunidades prehistóricas a su medio ambiente y su impacto en la ecología local. La llegada de poblaciones humanas a Formentera implicó la introducción de ganado ovicaprino (ovejas y cabras) y cultivos como trigo y cebada, ausentes en la isla antes del poblamiento neolítico. Los concheros del yacimiento, dominados por restos de lapas (Patella spp.) y mejillones, indican una recolección intensiva que redujo el tamaño promedio de los moluscos en estratos posteriores